# Burg Wolkenstein (Kochertal)
Die Burg Wolkenstein ist eine abgegangene Höhenburg vom Typus einer Turmhügelburg (Motte) auf 390 m ü. NHN beim Weiler Altschmiedelfeld der Gemeinde Sulzbach-Laufen im Landkreis Schwäbisch Hall in Baden-Württemberg.

## Geschichte
Geschichtliche Nachrichten über die Burg sind bis heute nicht bekannt, sie könnte Sitz der seit 1172 bezeugten Herren von Schmiedelfeld gewesen sein. Der Stammsitz der Schmiedelfelder lag wohl ursprünglich im Ort selbst, ab dem 12. Jahrhundert verlegten sie ihren Sitz dann auf die neu errichtete Burg etwa 300 Meter südsüdwestlich des Weilers. Von diesem Ansitz aus zogen die königlichen Ministerialen vermutlich während des 13. Jahrhunderts auf die neue Burg Schmiedelfeld weiter, das heutige Schloss Schmiedelfeld über dem Ort Sulzbach-Laufen.
Während des 16. Jahrhunderts wurde dort von der Herrschaft Limpurg ein Schafhof errichtet, von dem es um 1660 heißt, dass das herrschaftliche „Höflein Wolkenstein“ schon lange wüst gelegen und mit Wald bewachsen sei.
Von der ehemaligen Burganlage sind nur noch Reste des Burghügels und des Grabens erhalten.